# Departamento de Presidente Roque Sáenz Peña
Departamento de Presidente Roque Sáenz Peña är en kommun i Argentina.   Den ligger i provinsen Córdoba, i den centrala delen av landet, 500 km väster om huvudstaden Buenos Aires. Antalet invånare är 34 647.
Trakten runt Departamento de Presidente Roque Sáenz Peña består till största delen av jordbruksmark. Runt Departamento de Presidente Roque Sáenz Peña är det mycket glesbefolkat, med 4 invånare per kvadratkilometer.